# Памплона, Мануэл Игнаш
Мануэл Игнаш Памплона (8 мая 1762, Ангра-ду-Эроишму — 16 октября 1832, Элваш) — португальский и французский генерал.

## Биография
Родился в 1762 году на португальских Азорских островах в дворянской семье. Получил высшее образование в Лиссабоне, где в 1779 году (в возрасте примерно 17 лет) защитил и опубликовал бакалаврскую диссертацию по метафизике. После этого, заинтересовавшись точными науками, поступил на математический факультет Коимбрского университета, созданный всего за семь лет до этого, который окончил в 1784 году со степенью бакалавра математики.
В том же году, возможно под давлением семьи, поступил офицером в португальскую кавалерию. В конце 1780-х годов уехал из Португалии в Россию, где в составе русской армии принял участие в Русско-турецкой войне (1787—1791), в том числе в знаменитом штурме Измаила. Первоначально был принят на русскую службу капитаном и за годы войны дважды повышен в чине: секунд-майор (1789) и премьер-майор (1790).
В 1792 году, после победы России вернулся на родину, после чего практически сразу снова уехал — на этот раз в Бельгию, чтобы в составе армии Фредерика, герцога Йоркского принять участие в боевых действиях против Франции (в частности, во взятии Валансьена).
Когда Португалия решила принять участие в Революционных войнах на стороне антифранцузских сил и отправила дивизию своих войск для поддержки испанской армии на Пиренеях, Памплона вернулся в Португалию, занял пост начальника штаба дивизии и неоднократно отличился, сражаясь против французов.
Во второй половине 1790-х годов, находясь в Португалии, выступал, вместе с маркизом Алорной, за реформу португальской армии, служил в сформированном Алорной образцовом легионе лёгкой пехоты. Подполковник (1797), затем полковник по кавалерии (1801). Во время так называемой Апельсиновой войны с Испанией выполнял личные поручения главнокомандующего португальскими войсками герцога Лафойнша.
В 1807 году, после французской оккупации Португалии, вместе с Алорной поступил на службу к французам в чине бригадного генерала (1808), тогда как королевский двор на нескольких кораблях спешно эвакуировался в Бразилию, а большинство португальцев, включая аристократию, выступило против французской армии на стороне англичан.
Вместе с Алорной создал Португальский легион на французской службе. После поражения французской армии генерала Жюно от британских войск, французы отступили из Португалии, и вместе с ними отступил также Португальский легион, офицеры которого были объявлены на родине вне закона.
В 1809 году в составе французской армии Португальский легион участвовал в боевых действиях против Австрии.
В 1810 году в составе армии под командованием маршала Массены участвовал в Третьем вторжении французов в Португалию и был назначен губернатором Коимбры. Это вторжение также закончилось неудачно (из-за разногласий между Массеной и Неем). Вторично вынужденный покинуть Португалию, Памплона был заочно приговорён к смертной казни португальским судом в занятом британцами Лиссабоне.
В 1812 году вместе с Алорной и Фрейре де Андраде принял участие в походе Наполеона в Россию (в составе французской армии), в ходе которого Португальский легион понёс чудовищны потери (включая Алорну, который скончался в Кёнигсберге зимой 1813 года вскоре после того, как покинул пределы России). Из-за огромных потерь, понесённых в России, Португальский легион фактически перестал существовать.
После окончания Наполеоновских войн оставался во Франции. Во время Ста дней не поддержал Наполеона и последовал за королём Людовиком XVIII в Гент. В 1821 году, по протекции Людовика XVIII, был амнистирован правительством Португалии, после чего вернулся на родину, где занял пост военного министра, однако месяц спустя отказался от этой должности в пользу должности депутата от острова Терсейра (в составе архипелага Азорских островов) в парламенте Португалии. Тем не менее, уже летом 1823 года он снова был назначен военным министром и тогда же получил от короля Португалии Жуана VI титул графа Субсейрра (в дополнение к баронскому титулу, который он ранее получил от Наполеона). В 1822 году официально уволен в отставку с французской службы с чином генерал-лейтенанта.
Занимал должность военного министра до 1825 года, после чего был назначен португальским послом в Испанию и находился на этой должности вплоть до 1827 года.
В 1828 году был арестован в Португалии в ходе начавшейся гражданской войны (Мигелистской войны) по приказу консервативного претендента на престол Португалии дона Мигела, и, проведя в одиночной камере четыре года, скончался в заключении.
Памплона с 1806 года был женат на Изабель, богатой молодой вдове, имевшей дочь Марию от первого брака. Детей в этом браке не было. Дочь супруги унаследовала и графский титул отчима, и имение Субсейрра, по которой он был получен.